# Construcciones de piedra seca de Breuil

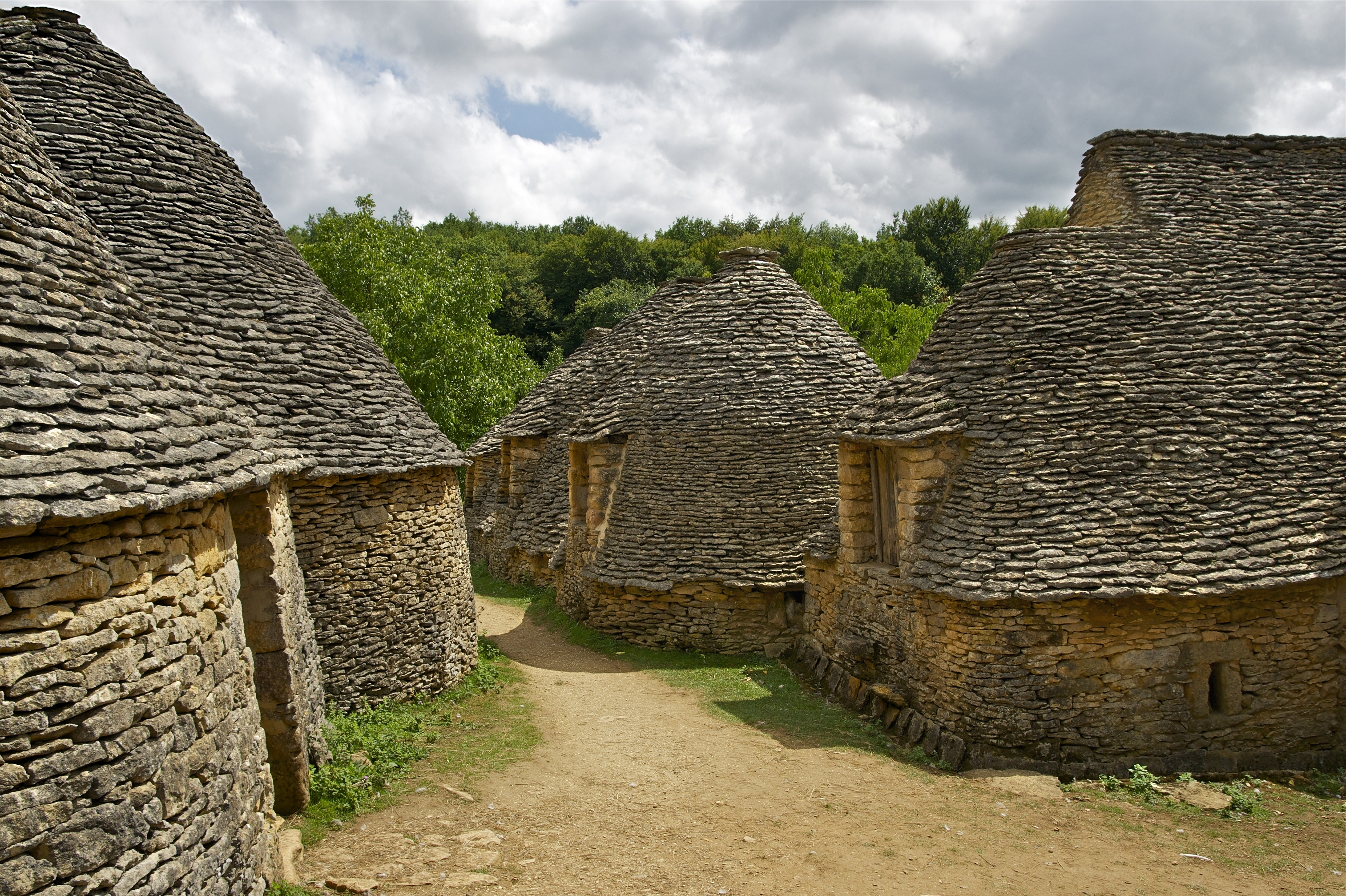
Las Cabanes du Breuil en Saint-André-d'Allas.

Las construcciones en piedra seca de Breuil es un conjunto de edificaciones rurales realizadas según la técnica de piedra seca y que datan de mediados del siglo XIX y principios del XX que forman parte del sitio catalogado patrimonio histórico francés de las Cabanes du Breuil.
Este conjunto de edificios agrupados entre sí forman las dependencias de una antigua granja y se reconocen también por sus cubiertas en forma de bóvedas esféricas de mampostería recubiertas con techumbres de pizarra.

## Ubicación

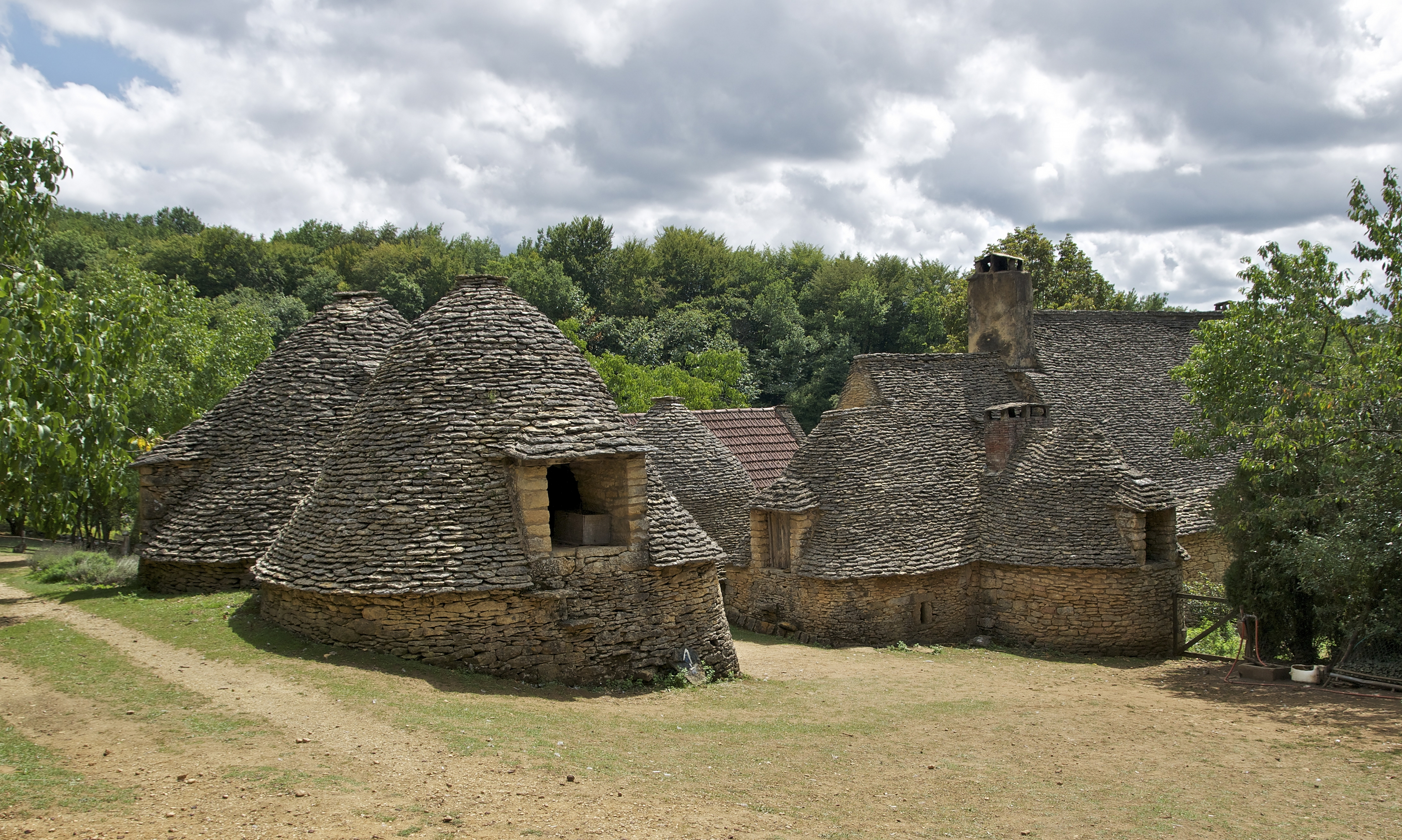
Las Cabanes du Breuil.

Las « Cabanes du Breuil » se encuentran a 9 km de Sarlat-la-Canéda y a 12 km de Les Eyzies-de-Tayac-Sireuil en el lugar conocido como Calpalmas en la comuna de Saint-André-d'Allas en el departamento de Dordoña.

## Historia

### Origen del nombre
Según el catastro el nombre del lugar no es Le Breuil sino Calpalmas, siendo Breuil (también escrito Breuilh) el nombre de una aldea vecina.
La denominación « Cabanes du Breuil » fue popularizada en la década de los 70 por la revista Périgord Magazine (en su origen bajo la variante « Bories du Breuil ») y por la literatura turística regional (incluyendo a partir de los 80 las cartas postales). 

### El monumento histórico
Fue tras la propuesta de un visitante, tocado por la belleza y la originalidad de estas cabañas, que fueron objeto de medidas de protección. En un principio clasificadas como Sitio Histórico en 1968 fueron clasificadas como Monumento Histórico el 10 de mayo de 1995 (así como las fachadas y techos de la casa residencial y su horno).
En los años 70 y 90 han sido objeto de diversas e importantes reformas. Algunas modificaciones han afectado al armazón: los tejados independientes de las cabañas del grupo 2 fueron unidos entre sí a unos dos tercios de su altura para que fueran simétricos a la parhilera ondulada del grupo 1. Del mismo modo el armazón de la cabaña con el frontón del horno que pasó de una línea en curva y contracurva a una horizontal recta.

### Hipótesis sobre su antigüedad

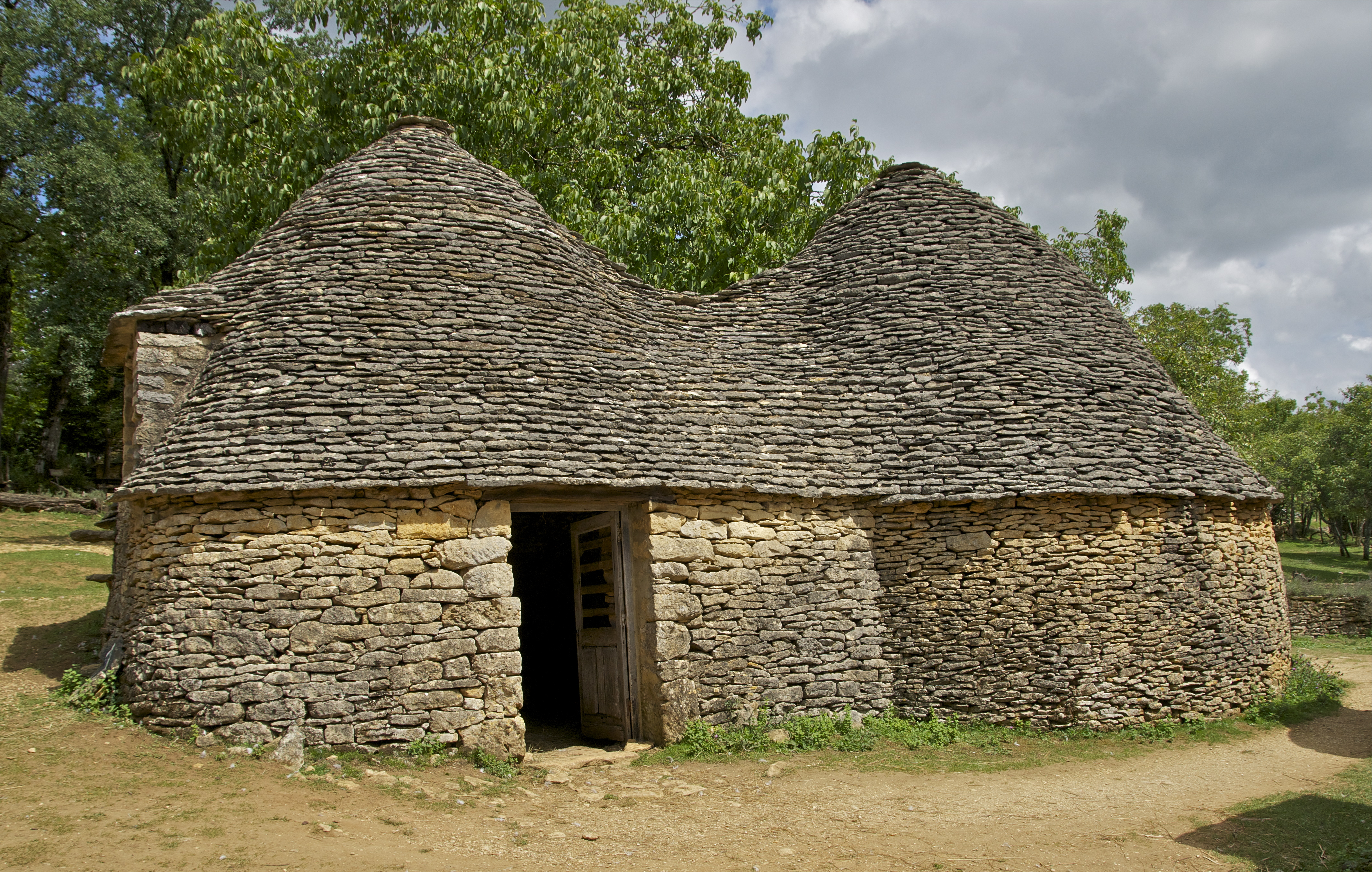
Cabañas del grupo 1.

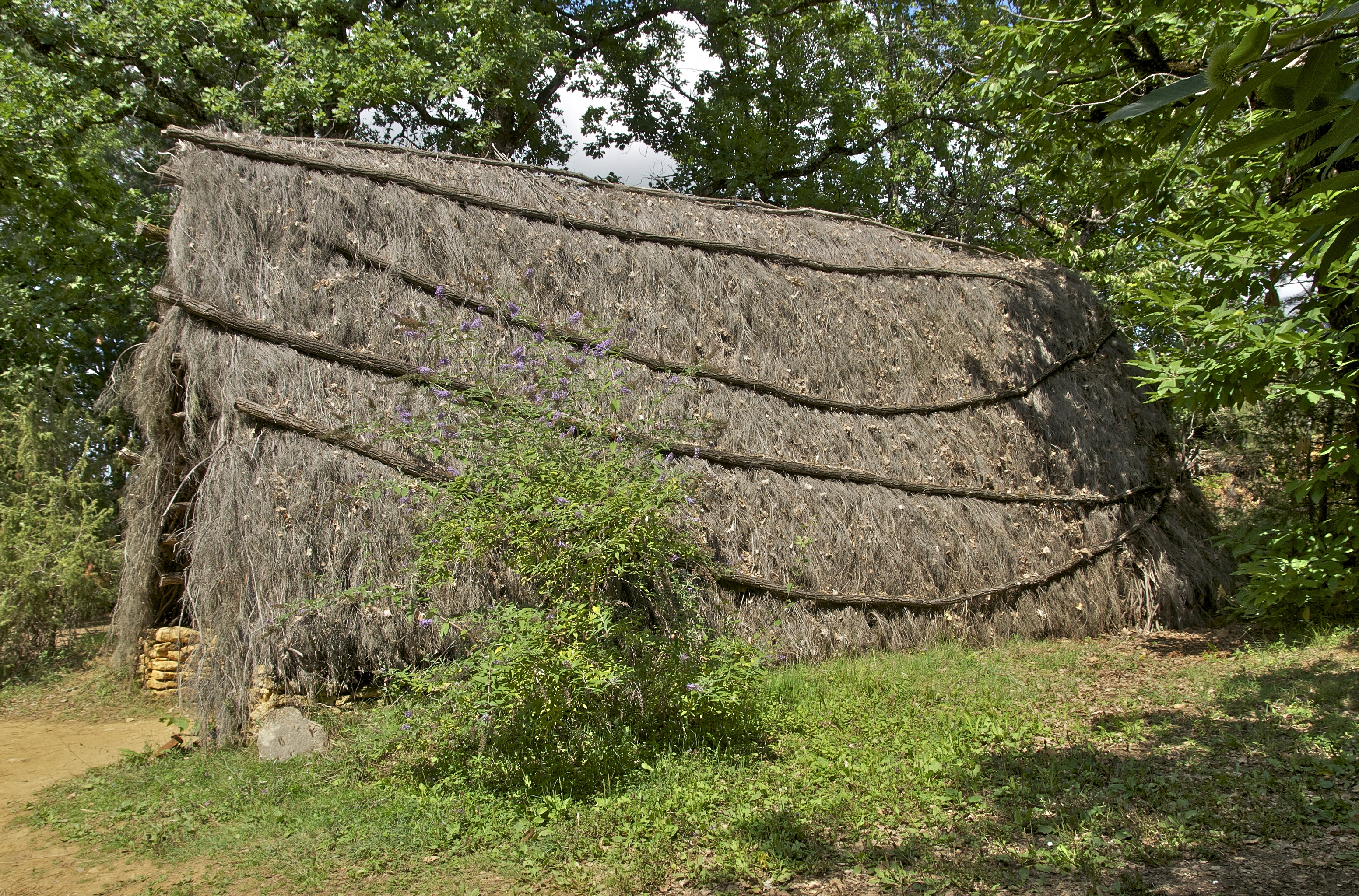
Una choza de paja.

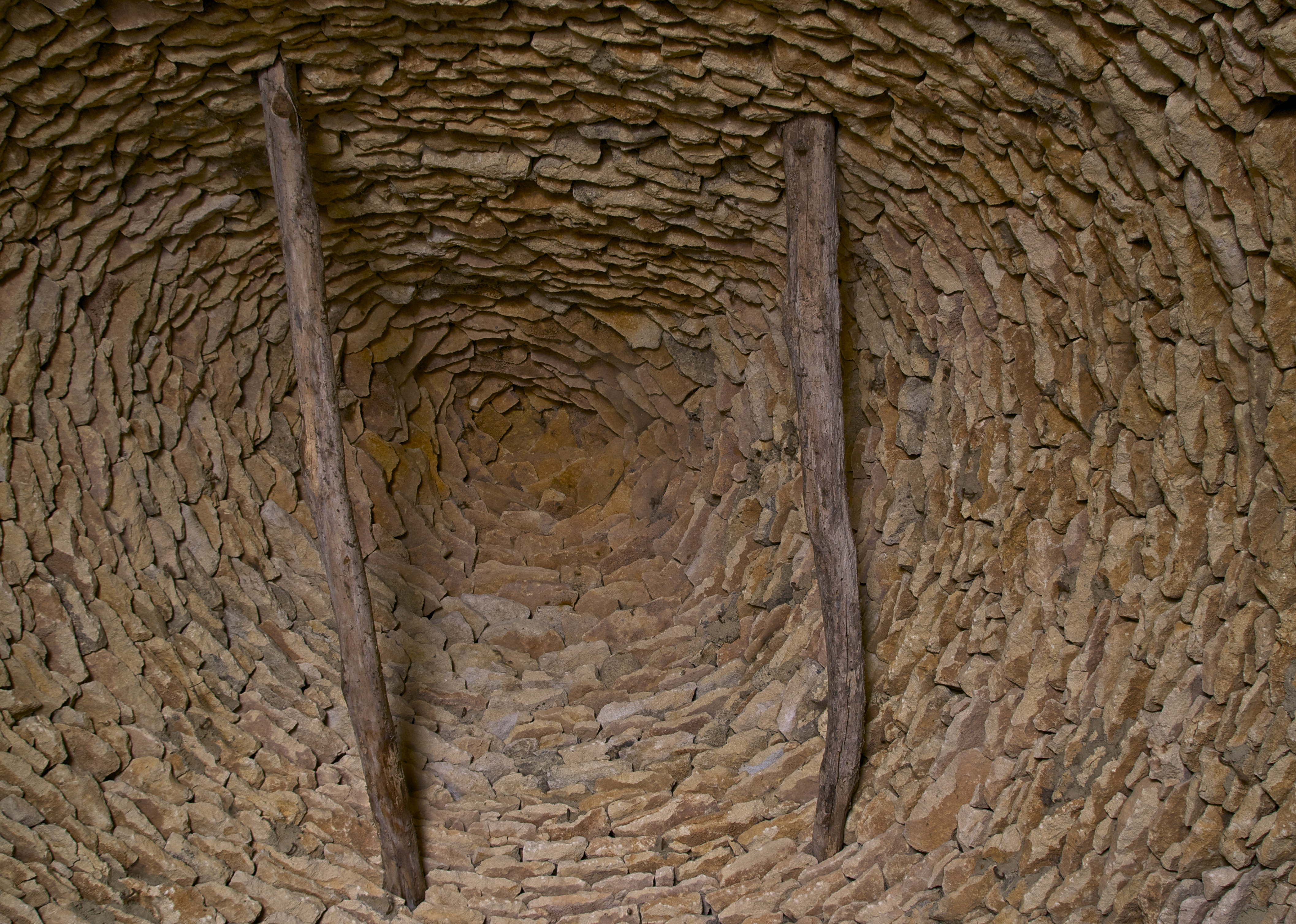
Techo de una cabaña.

Según la empresa adjudicataria de la explotación del sitio (ver enlaces externos) las Cabanes du Breuil fueron habitadas en la Edad Media por monjes benedictinos de Sarlat. Como prueba afirma poseer un documento de venta datado en 1449 (sería el testimonio escrito más antiguo de su existencia). Sin embargo dicho documento no ha sido nunca publicado lo que pone en duda su verosimilitud.
En su libro Les cabanes en pierre sèche du Périgord publicado en 2002 (ver bibliografía) François Poujardieu escribe « Le Breuil formaba parte de las propiedades de los Benedictinos del capítulo del Obispo de Sarlat». Si bien no afirma en ninguna parte que las construcciones de piedra tal y como se pueden ver hoy en día existieran ya. Por otro lado añade « La propietaria afirmaba hace veinte años que las cabañas fueron construidas o enteramente remodeladas por su abuelo a principios del Siglo XX ».
De acuerdo con la empresa explotadora algunos edificios fueron alquilados a artesanos rurales para ejercer sus actividades (un herrero, un guarnicionero y un tejedor), si bien la cabaña presentada actualmente como la del herrero no tiene más que una pseudo chimenea añadida en 1988.

## Distribución de los edificios
Un conjunto de cinco cabañas forman un arco en torno a la colina que se alza sobre la granja: 
- Las dos primeras constituyen de hecho una misma construcción (con probabilidad un granero para guardar heno) y comparten una misma planta rectangular redondeada en sus esquinas. En el muro trasero de la misma surge otra cabaña más pequeña de planta circular. Los tejados de las tres están unidos entre sí por un armazón cóncavo dando la impresión de tratarse de un solo edificio con tres niveles de techumbre.

- Las dos cabañas siguientes se unen formando ángulo recto, la primera de ellas al frontón del horno y la segunda al muro que sostiene el frontón. Una cubierta a dos aguas se apoya en el frontón del edificio.

- Un grupo de otras dos cabañas, también unidas entre sí por el techo se yergue de forma paralela al primer grupo unos metros colina arriba.

- De forma aislada hay una gran cabaña solitaria más arriba aún que el grupo anterior y otra más pequeña a la entrada del lugar.

## Arquitectura
Desde el punto de vista arquitectónico cada cabaña puede descomponerse en tres elementos:
1. Una base realizada en bloques de piedra unidos con mortero de tierra (no seco).
2. Una bóveda de piedras secas curvadas hacia el exterior.
3. Un tejado de pizarra en forma de campana que acaba cubriendo parte del muro externo de la bóveda.

Dada la inclinación del terreno el borde de los tejados encaja con el suelo en el lado ascendente de la colina.
Las entradas se encuentran del lado del río y tienen la altura de la base. Las jambas se forman con piedras talladas y los dinteles y puertas son de madera.
Cada tejado posee un tragaluz con saliente recubierto de pizarra y dintel de madera. Así mismo está coronado por una gran losa circular.
Las cabañas presentan una sorprendente unidad arquitectónica, signo de que datan todas de una misma época y/o de un mismo constructor. Su arquitectura se asemeja a la de otras cabañas de piedra con techumbres cónicas o campaniformes presentes en otros puntos del Sardalais y cuya construcción oscila entre los siglos XVIII y finales del XIX.

## Decorado de películas
La televisión y el cine han contribuido a popularizar estos edificios. Antes de 1990 se habían rodado en las mismas secuencias de la serie de televisión Jacquou le croquant (de Stellio Lorenzi) y de las películas La Belle au bois dormant, D'Artagnan y Los Miserables (la adaptación de Robert Hossein).

## Visitas
Las cabañas están abiertas a visita todo el año (salvo el interior de las que delimitan el patio de la granja). De noviembre a marzo (fuera de vacaciones escolares) se requiere reserva previa.